# Université Paris Lumières
Université Paris Lumières était une communauté d'universités et établissements (ComUE), ayant existé entre 2015 et 2024. Elle a rassemblé le CNRS, deux universités, une composante et seize institutions culturelles de la région Île-de-France. Elle cesse ses activités en décembre 2023, et est formellement dissoute par le décret no 2024-749 du 6 juillet 2024.

## Historique
L'Université Paris Lumières est créée en 2012 lors de la constitution des pôles de recherche et d'enseignement supérieur (PRES). L’université Paris-VIII s'est d'abord rapprochée du groupement HeSam Université, puis des universités de Paris-XIII et ou de Cergy. Les discussions n’ont pas abouti, notamment à cause de divergences politiques entre les établissements. Paris-VIII se rapproche alors d’une autre université « orpheline », celle de Paris-X, pour créer un établissement commun, l'Université Paris Lumières, le 1er octobre 2012 sous la forme d’un établissement public de coopération scientifique. L'établissement change de statut après la loi relative à l'enseignement supérieur et à la recherche de 2013 et la suppression des PRES.
Le 29 décembre 2014, elle devient une communauté d'universités et établissements (ComUE) « Université Paris Lumières » sous la forme juridique d’un établissement public à caractère scientifique, culturel et professionnel, et en accueillant un nouveau membre fondateur, le CNRS.
En 2014, en nombre d'étudiants, l'Université Paris Lumières se situe au 2e rang national en sciences sociales et au 3e rang national en sciences humaines et humanités.
L'Université Paris Lumières est présidée par Pascal Binczak (2012-2015), Pierre-André Jouvet (2015-2019) et Fabienne Brugère à partir de novembre 2019 et jusqu'à la dissolution.
Au 1er janvier 2017, le Collège international de philosophie (CIPh) devient une composante de la ComUE Université Paris Lumières en maintenant l’ensemble de ses emplois et de ses activités et en lui assurant ainsi une stabilité essentielle pour son rayonnement national et international.
Le 1er octobre 2018, la ComUE Université Paris-Lumières annonce la création de l'École universitaire de recherche ArTeC, pour Arts, Technologie et Création, faisant suite à l'obtention d'un financement de 10 ans par le programme d’investissements d'avenir (PIA) du Ministère de l'Enseignement supérieur, de la Recherche et de l'Innovation pour la fondation d’une « École Universitaire de Recherche »,.
Après de nombreux mois de concertation, les établissements membres fondateurs de l’Université Paris Lumières – les universités Paris 8, Paris Nanterre et le CNRS – ont acté la dissolution de la ComUE Université Paris Lumières, et la création d’une convention de coordination territoriale. Conformément au décret de dissolution, les biens, droits et obligations de la ComUE sont alors répartis entre les universités Paris 8, Paris Ouest Nanterre et l'établissement public du campus Condorcet. Ce dernier reprend alors les activités du Collège international de philosophie.

## Formations et recherche
L'université Paris-Lumières crée le Nouveau collège d'études politiques (NCÉP), structure commune aux deux universités Paris Nanterre et Paris-VIII, membres fondateurs d'UPL,.

### Nouveau collège d'études politiques
Le Nouveau Collège d'études politiques de l'UPL propose les formations suivantes :
- Licence « Études politiques : deux années d’études, quatre parcours thématiques » co-accréditée par l'université Paris-VIII et l'université Paris-Nanterre ;
  - Parcours « Pratiques de la justice sociale » ;
  - Parcours « Violences et guerres » ;
  - Parcours « les Mots de la politique » ;
  - Parcours « Éthique, politique ».
- Master « Études politiques », co-accrédité par l'université Paris-VIII et l'université Paris-Nanterre[13] :
  - Parcours « Violence et politique » ;
  - Parcours « Discours et techniques du politique ».

### École universitaire de recherche ArTeC
L'école universitaire de recherche de l'UPL propose deux formations :
- Master « ArTeC » ou « Arts, technologies, création », co-accrédité par l'université Paris-VIII[15] et l'université Paris-Nanterre[16] avec trois parcours :
  - Parcours « La création comme activité de recherche » ;
  - Parcours « Les nouveaux modes d'écriture et de publication » ;
  - Parcours « Technologies et médiations humaines ».
- D.I.U. « ArTeC + », diplôme interuniversitaire post-master pré-doctoral de l'université Paris Lumières, pour préparer les étudiants au métier de chercheur, dans la recherche et la création et les aider dans leur projet de thèse[14].

L'ENS Louis-Lumière, membre de l'UPL, propose un module commun à l'université Paris-VIII « Comprendre les usages sociaux du numérique, approche par l’enquête » ainsi que ses modules « Analyse sonore » et « Cinéma et réalité », « Filmer avec la Penelope Delta » de son master mention « Arts du spectacle et de l’audiovisuel » aux étudiants du master de l'école depuis 2018.

## Membres
L’université Paris Lumières regroupe trois membres fondateurs :
1. Université Paris Nanterre
2. Université Paris 8
3. Centre national de la recherche scientifique (CNRS)

Elle compte une composante interne propre, le Collège international de philosophie 
La ComUE regroupe également seize membres associés:
1. Académie Fratellini
2. Archives nationales
3. Bibliothèque nationale de France
4. CEDIAS - Musée social
5. Centre Pompidou
6. CDA Centre des Arts d'Enghien-les-Bains
7. École nationale supérieure Louis-Lumière
8. ETSUP (Ecole Supérieure de Travail Social)
9. INA - Institut national de l'audiovisuel
10. INS-HEA
11. La maison des cultures du Monde
12. Musée d'Archéologie nationale
13. Musée de l’histoire de l’immigration
14. Musée du Louvre
15. Musée du quai Branly
16. Pôle Sup'93

## Portrait en chiffres
L'établissement Université Paris Lumières regroupe au plus fort de son activité : « 57 200 étudiants, 2 436 enseignants, 15 unités mixtes de recherche, 47 unités de recherche, 10 écoles doctorales, 65 mentions Licences, dont 38 licences professionnelles, 82 mentions de Master, 19 UFR, 3 IUT, 1 École Universitaire de Recherche (EUR), 1 Labex, 1 Idefi, 1 Nouveau Cursus à l’Université (NCU) »

## Gouvernance et moyens
La ComUE est administrée par un Conseil d’administration, appuyé par un Conseil des membres et un Conseil académique.
Les données financières sont rares. En 2015 et 2016, chacune des universités fondatrice verse 125 000 euros,. La subvention d'État s'élève à 1 168 462 € en 2019 et 2018, et 902 657 € en 2017.
Une part du budget est consacrée au financement de projets annuels (cf. tableau ci-dessous).
| Financement de projets     | 2013      | 2014      | 2015      | 2016      |
| -------------------------- | --------- | --------- | --------- | --------- |
| Somme allouée              | 184 500 € | 334 000 € | 331 840 € | 460 000 € |
| Nombre de projets lauréats | 27        | 44        | 71        |           |
| Nombre de projets déposés  |           | 51        | 88        |           |

Répartition des emplois
| Nombre                   | 2014 | 2015 | 2016 |
| ------------------------ | ---- | ---- | ---- |
| Campus Condorcet         | 1    | 1    |      |
| Université de Paris-X    | 10   | 17   | 21   |
| Université de Paris-VIII | 10   | 17   | 21   |

## Textes réglementaires
- Décret no 2012-1111 du 1er octobre 2012 portant création de l'établissement public de coopération scientifique « Université Paris Lumières »
- Décret no 2014-1677 du 29 décembre 2014 portant approbation des statuts de la communauté d'universités et établissements « Université Paris Lumières »